# Disequazione esponenziale
Una disequazione esponenziale è una disequazione in cui l'incognita si trova come esponente di una qualsiasi base numerica, purché strettamente positiva e diversa da 1: è una disequazione esponenziale ad esempio {\displaystyle a^{x}+6<x+2\;}, ma non {\displaystyle x^{5}+e^{2}<4\;}.
Per risolvere una disequazione esponenziale, bisogna cercare di ricondurla a una forma ridotta del tipo {\displaystyle a^{x}<b\;} oppure {\displaystyle a^{x}>b\;}. In seguito si cerca di riportare {\displaystyle b\;} in dipendenza da {\displaystyle a\;}, portandosi a una forma del tipo {\displaystyle a^{x}<a^{c}\;}. A questo punto la disequazione è detta disequazione in forma canonica ed è risolta per {\displaystyle x<c\;} se {\displaystyle a>1\;}, e per{\displaystyle x>c\;} se {\displaystyle 0<a<1\;}.
Per calcolare più facilmente le soluzioni di una disequazione esponenziale, ci si può affidare anche al grafico della funzione esponenziale qui a fianco.
Per una risoluzione grafica della disequazione, è necessario mantenere da una parte del segno di disuguaglianza la funzione esponenziale, portando tutto il resto dall'altra parte del segno maggiore o minore. A questo punto si disegna sul grafico la funzione esponenziale e la funzione rappresentata da tutto ciò che sta al di là del segno della disequazione. Si verifica poi graficamente il campo di valori per cui la disequazione è soddisfatta.
Esempio: {\displaystyle 2^{x}-x>0\;}.
Si porta la disequazione nella forma {\displaystyle 2^{x}>x\;}. Si disegna sul grafico la funzione {\displaystyle f(x)=2^{x}\;} (grafico sotto in rosso) e la retta {\displaystyle g(x)=x\;} (bisettrice del 1° e 3° quadrante, in blu). Si verifica facilmente che, a parità di ascissa, la funzione {\displaystyle 2^{x}\;} sta sempre al di sopra della retta, quindi la disequazione è soddisfatta per ogni {\displaystyle x\in \mathbb {R} \;} (in verde vi è la funzione {\displaystyle y=\log _{2}{x}}, non presente nella disequazione presa ad esempio).